# Balleteusens Hævn
Balleteusens Hævn er en stumfilm fra 1914 instrueret af Alexander Christian med bl.a. Petrine Sonne og Lau Lauritzen Sr..